# Abd al-Aziz bin Mit'ab
ʿAbd al-ʿAzīz bin Mitʿab (in arabo عبد العزيز بن متعب بن عبد الله الرشيد‎?; Ha'il, 1870 – Rawdat Muhanna, 12 aprile 1906) è stato un emiro saudita, della dinastia Al Rashid, che regnò nella provincia di Ha'il dal 1897 al 1906.

## Biografia
Figlio di Mut'ib, terzo emiro del casato emirale dell'Al Rashid, venne adottato da suo zio Muḥammad, destinato a diventare il quinto emiro della dinastia, e divenne perciò suo erede. Dopo la morte per cause naturali di suo zio, ʿAbd al-ʿAzīz gli succedette senza alcuna opposizione. 
Il suo regno non fu tranquillo, dal momento che i suoi alleati ottomani erano impopolari e la loro forza politica e militare in via di disfacimento. Nel 1904, il giovane ʿAbd al-ʿAzīz Āl Saʿūd, futuro fondatore dell'Arabia Saudita, tornò dall'esilio cui era stato costretto al comando di una piccola forza militare e riconquistò Riad. Dopo diversi scontri armati con i rivali, ʿAbd al-ʿAzīz Āl Rashīd morì nella battaglia di Rawdat Muhanna contro i sauditi il 12 aprile 1906.